# Vukovi s Vučjaka
Die Vukovi s Vučjaka (serbisch-kyrillisch Вукови с Вучјака; Die Wölfe aus dem Vučjak-Gebirge) war eine paramilitärische serbische Freischar, die von
1991 bis 1995 in den Jugoslawienkriegen aktiv war. Die Angehörigen der Einheit wurden Vučjaci genannt. Die Einheit kämpfte zunächst im Kroatien- und danach im Bosnienkrieg gegen die Kroaten und die Bosniaken auf dem Gebiet der Republik Serbische Krajina in Kroatien und der Republika Srpska in Bosnien und Herzegowina. 

## Geschichte
Die Einheit wurde am 7. Juli 1991 von Veljko Milanković (1955–1993) auf eigene Kosten rekrutiert und ausgerüstet. Milanković kommandierte die Einheit bis zu seiner tödlichen Verwundung im Februar 1993. Während des Prozesses gegen den serbischen Führer Slobodan Milošević vor dem Internationalen Strafgerichtshof für das ehemalige Jugoslawien (ICTY) sagte ein Zeuge aus, dass die Angehörigen der Einheit von Dragan Vasiljković (* 1954), genannt Kapetan Dragan, in Knin ausgebildet worden seien.
Zunächst überfiel und terrorisierte die Einheit die bosniakische Bevölkerung um Prnjavor, bis sie gemeinsam mit der jugoslawischen Volksarmee am Angriff auf Kroatien teilnahm und zwischen Jasenovac und Okučani in Westslawonien plünderte. Weiter nahm die Einheit unter anderem an Kampfhandlungen in den Orten Derventa, Modriča und Okučani teil und war an der Militäroperation Korridor '92 beteiligt.
Im Verlauf des Krieges wurde die Einheit formal in das 1. Krajina-Korps der Vojska Republike Srpske eingegliedert, ohne das eine Kontrolle über die Einheit gewährleistet werden konnte. Da es örtlichen Polizeikräften nicht gelang die Verbrechen der Einheit zu kontrollieren, bat der überregionale Krisenstab der Autonomen Region der serbischen Krajina den Präsidenten der Republika Srpska Krajina Radovan Karadžić, gegen die Einheit einzuschreiten.
In der Republika Srpska hatte der Kult um die Einheit auch eine gewisse religiöse Ausstrahlung. So berichtete am 30. August 1994 die Zeitung Glas srpski (Serbische Stimme), dass der 28. August 1991 als Tag an dem die Einheit die Save nach Kroatien überquerte und der gleichzeitig der orthodoxe Himmelfahrtstag Marias war, jedes Jahr auf besetztem kroatischen Gebiet im Rahmen eines Festes im Dorf Mlaka bei Okučani gefeiert werde.